# Општина Белчешти (Јаши)
Белчешти (рум. Belceşti) општина је у Румунији у округу Јаши.
Oпштина се налази на надморској висини од 80 m.